# (9301) 1985 RB4
(9301) 1985 RB4 est un astéroïde de la ceinture principale découvert en 1985.

## Description
(9301) 1985 RB4 a été découvert le 10 septembre 1985 à l'observatoire de La Silla, au Chili,  par Henri Debehogne.

### Caractéristiques orbitales
L'orbite de cet astéroïde est caractérisée par un demi-grand axe de 2,23 UA, un périhélie de 1,73 UA, une excentricité de 0,22 et une inclinaison de 1,45° par rapport à l'écliptique. Du fait de ces caractéristiques, à savoir un demi-grand axe compris entre 2 et 3,2 UA et un périhélie supérieur à 1,666 UA, il est classé, selon la JPL Small-Body Database, comme objet de la ceinture principale.

### Caractéristiques physiques
(9301) 1985 RB4 a une magnitude absolue (H) de 15,4 et un albédo estimé à 0,097.